# Senecio leucopeplus
Espèce
Classification phylogénétique
Statut de conservation UICN

 EW  : Éteint à l'état sauvage

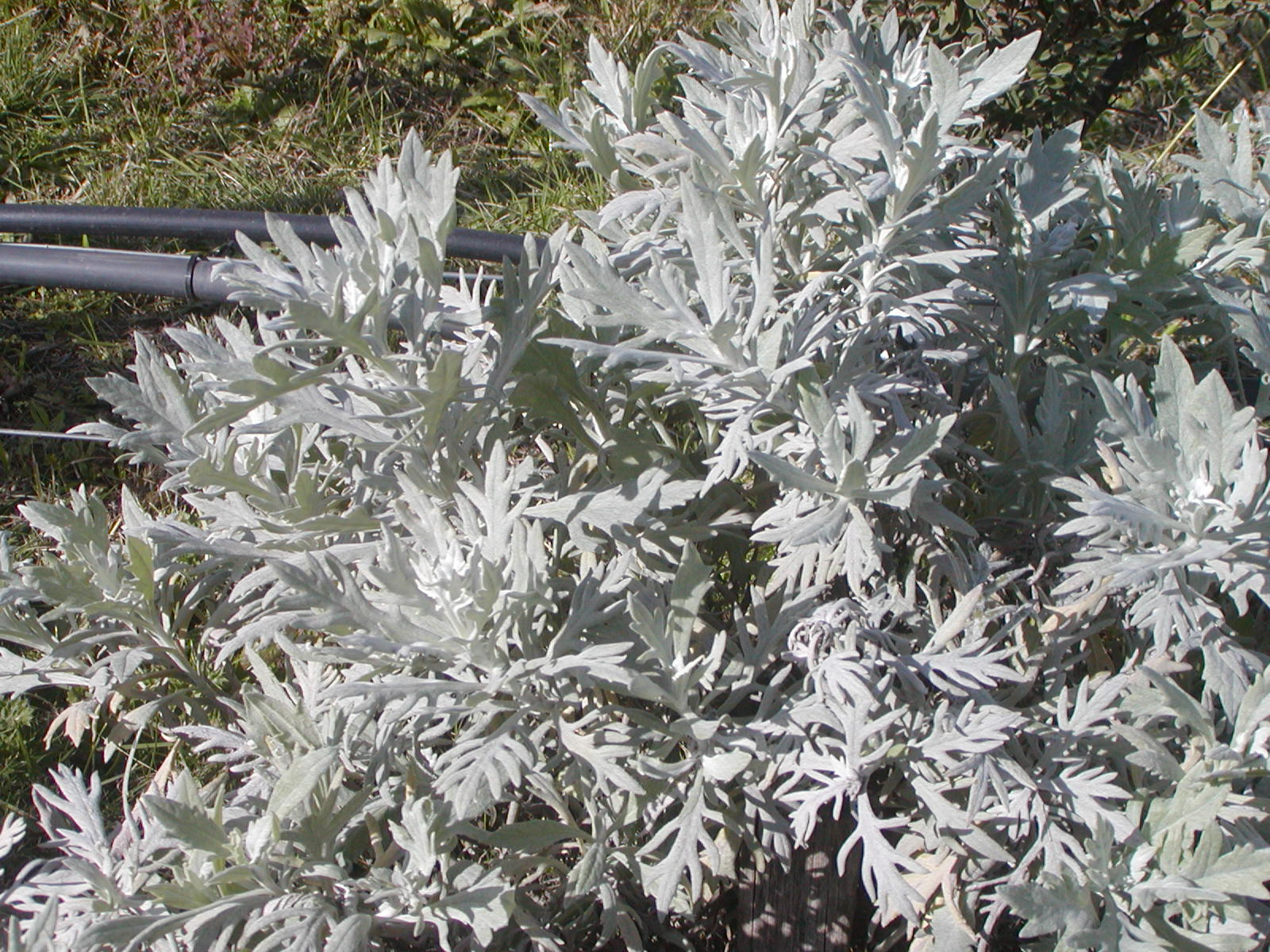
Senecio Leucopeplus

Senecio leucopeplus est une espèce de plante à fleurs qui appartient au genre Senecio, dans la famille des Asteraceae.
Cette espèce est éteinte à l'état sauvage, il reste deux plants actuellement en culture au jardin botanique Pillahuincó (es) de Buenos Aires.